# Confine tra Arabia Saudita e Giordania
Il confine tra l'Arabia Saudita e la Giordania si estende per 731 km e parte dal Golfo di Aqaba a sud-ovest al triplice confine con l'Iraq a nord-est.

## Descrizione
Il confine inizia a sud-ovest nel Golfo di Aqaba e consiste in nove linee rette che procedono ampiamente verso nord-est fino al triplice confine iracheno. La sezione che diventa improvvisamente concava nel confine a nord è chiamata il singhiozzo di Winston".

## Storia
All'inizio del XX secolo l'Impero ottomano controllava l'attuale Giordania, con le regioni interne più a sud costituite da raggruppamenti arabi vagamente organizzati che formavano occasionalmente emirati, il più importante dei quali era l'Emirato di Nejd e Hasa governato dalla famiglia al-Saud. Durante la prima guerra mondiale una rivolta araba, sostenuta dalla Gran Bretagna, riuscì a rimuovere gli ottomani dalla gran parte del Medio Oriente.
Nel periodo successivo Ibn Saud riuscì a espandere notevolmente il suo regno, proclamando infine il Regno dell'Arabia Saudita nel 1932.
Come risultato dell'accordo segreto anglo-francese Sykes-Picot del 1916, la Gran Bretagna ottenne il controllo della metà meridionale del Vilayet ottomano della Siria, con la parte settentrionale che andò alla Francia (come Mandato della Siria). La metà meridionale del Vilayet (più o meno equivalente alla moderna Giordania occidentale) fu contesa tra la Gran Bretagna, il neo-formato Regno arabo di Siria, il Regno di Hejaz e i sionisti nel mandato della Palestina, creando una situazione confusa nella quale la regione era essenzialmente uno spazio non governato.
Alla fine nel 1921 la Gran Bretagna dichiarò un mandato sulla regione, creando l'Emirato della Transgiordania, sotto il governo semi-autonomo dell'emiro (e futuro re) Abd Allah I.
Il confine meridionale tra Transgiordania e Arabia era considerato strategico per la Transgiordania grazie all'accesso al mare attraverso il porto di Aqaba. Nel 1925 la Gran Bretagna e Ibn Saud firmarono il Trattato di Hadda, che creò un confine tra la Giordania e il territorio saudita costituito da sei linee rette. Fondamentalmente, questo confine ha dato alla Transgiordania un breve sbocco sul Golfo di Aqaba. Il confine fu successivamente confermato dal Trattato di Jeddah del 1927.
All'inizio degli anni '60 si tennero discussioni che sfociarono in un trattato il 9 agosto 1965 che creò l'attuale allineamento del confine di nove linee, oltre a concedere alla Giordania una costa leggermente ampliata (di 18 km) lungo il Golfo di Aqaba.

### "Il singhiozzo di Winston"

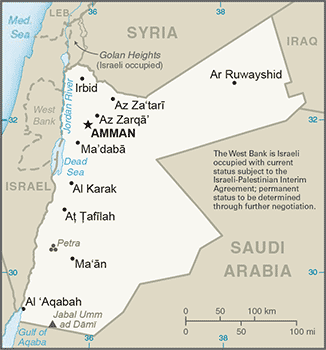
Il singhiozzo di Winston, la linea di confine tra Arabia Saudita e Giordania.

La leggenda metropolitana del "Singhiozzo di Winston" (in inglese "Winston Hiccup") sorse sulla base di un racconto di Winston Churchill (che allora prestava servizio come Segretario di Stato per le Colonie) che si vantava negli ultimi anni di aver creato il protettorato britannico della Transgiordania nel 1921 "con il colpo di una penna, una domenica pomeriggio al Cairo"; alcune storie affermano che questo disegno del confine sia avvenuto in seguito a una cena "particolarmente alcolica".
In realtà i confini tra la Transgiordania e il sultanato di Nejd (stato predecessore dell'Arabia Saudita) non furono discussi alla Conferenza del Cairo del 1921.
Il "singhiozzo" fu delineato per la prima volta nell'ottobre 1922 dal Colonial Office. La prima definizione formale del confine tra Transgiordania e Nejd fu il risultato dei negoziati tra il governo britannico e il sultano di Nejd a partire dal 1922, negoziati ulteriormente alla fallita Conferenza del Kuwait del 1923-24, e concluso con l'Accordo di Al Hadda il 2 novembre 1925. L'ufficiale Sir Gilbert Clayton condusse i colloqui con il sultano come rappresentante britannico; Churchill non era per nulla coinvolto nell'accordo Al Hadda in quanto era al tempo il cancelliere dello scacchiere britannico.
Il "singhiozzo" è derivato dal conferimento al Sultanato di Nejd della regione strategica di Wadi Sirhan e il suo allora principale insediamento di Kaf, che in precedenza era stato occupato da Abd Allah I su sollecitazione degli inglesi.

## Insediamenti vicino al confine

### Giordania
- El Mudawwara

### Arabia Saudita
- Halat Ammar
- Al Fiyad
- Al Isawiyah
- Qurayyat
- Qullayib Khudr
- Un Nabk
- Al-Haditha
- Turaif

## Valichi di frontiera
Attualmente ci sono tre valichi di frontiera ufficiali:
- Umari
- Mudawwara
- Valico di frontiera di Durra